# 帕卡雅
帕卡雅（葡萄牙語：Pacajá），是巴西的城鎮，位於該國北部，由帕拉州負責管轄，始建於1988年5月10日，面積11,832平方公里，海拔高度105米，2012年人口41,654，人口密度每平方公里3.52人。